# 京都市営バス九条営業所
京都市営バス九条営業所（きょうとしえいバスくじょうえいぎょうしょ）は、京都市電九条車庫の跡地である京都市南区東九条下殿田町にある京都市営バスの営業所。
九条車庫を経由する循環系統、京都駅を発着する均一系統の他、2007年3月からは、北区西部と市内中心部を結ぶ路線も新たに運行するようになった。
操車業務は、岩倉操車場（最寄停留所は岩倉操車場前）、壬生操車場（最寄停留所はみぶ操車場前）、三哲操車場（最寄停留所は下京区総合庁舎前）でも行なっている。委託先であった京阪バスの撤退に伴い2020年3月20日から運行・整備の全てが直営化された。

## 沿革
- 1977年10月1日 - 京都市営バス九条営業所を開設する。
- 1979年5月1日 - 八条営業所、北野支所の廃止、および洛西営業所開設に伴い、運行系統が変更となる。本所が75甲乙、（旧）204甲乙、207甲乙、208甲乙、210、214甲乙、221号の各系統、三哲支所が4、14、50、78、233、300号の各系統である。
- 1981年5月29日 - 京都市営地下鉄烏丸線開通に伴う路線再編で、運行系統が変更となる。本所が75、83、202、205、207、208号の各系統、三哲支所が4、6、14、50号となる。
- 1983年11月1日 - 三哲支所の廃止に伴い、4、6、14号の各系統に運行を本所に移管する。50号系統が五条営業所、83号系統が醍醐営業所に移管される。
- 1986年3月31日 - 特17号系統が錦林営業所から移管される。6号系統が梅津営業所に移管となる。
- 1988年6月11日 - 75号系統が五条営業所に移管となる。
- 1992年頃 - 南5号系統が横大路営業所から移管される。
- 1996年3月30日 - 4号系統と14号系統を統合する。
- 1997年10月12日 - 71号系統が梅津営業所から移管となる。特17号系統が17号系統に吸収され、烏丸営業所錦林支所から九条営業所に移管となる。
- 1999年3月22日 - 6号系統が梅津営業所から移管となる。17号系統が烏丸営業所錦林出張所と共管となる。
- 2001年3月24日 - 5号系統のうち、京都駅前-銀閣寺道間の便を運行するようになる。16号系統を新設する。50号系統が五条営業所から移管となる。4、6号の各系統を西賀茂営業所に移管する。
- 2003年3月16日 - 南5号系統を横大路営業所に移管する。
- 2005年3月12日 - 17号系統を錦林出張所に、71号系統を梅津営業所に、それぞれ移管する。26号系統が梅津営業所から、31・65号系統が烏丸営業所から、5号系統が錦林出張所から、それぞれ移管される。5、16、26、31、50、65号の各系統を京阪バスに委託する。
- 2007年3月10日 - 5、31、65号の各系統を西賀茂営業所に移管する。15、55号の各系統が西賀茂営業所から、51、71号の各系統が梅津営業所から、75号系統が横大路営業所から、それぞれ移管される。15、51、55、71、75号の各系統を京阪バスに委託する。
- 2007年12月1日 - かわらまち よるバスを新設する。
- 2012年3月14日 - 水族館・東山ラインを新設する。71号系統の一部便の経路を変更する。
- 2014年3月22日 - 15、51、55号の各系統を西賀茂営業所に、26、75号系統、水族館・東山ラインを梅津営業所（西日本JRバス）に、16号系統を横大路営業所（エムケイ）に移管する。5、31、65号統の各系統が西賀茂営業所（京都バス）から、6号系統が横大路営業所（阪急バス）から移管され、京阪バスに委託する。
- 2016年3月19日 - 水族館シャトルが横大路営業所（阪急バス）から移管され急行103号系統となる。祇園Expressが急行106号系統となる。修学院・岩倉地域への市バス均一運賃区間拡大により、5、31、65号の各系統を均一系統になる。
- 2017年3月18日 - 二条城・金閣寺Expressを通年運行とする。
- 2019年3月16日 - 二条城・金閣寺Expressが急行111号系統となる。急行103号系統を廃止する。京阪バスへの委託規模の縮小により、50、71・特71号の各系統が委託から直営に変更される。
- 2020年3月20日 - 京阪バスの市バス運行事業撤退により、5、6、31、65号の各系統が委託から直営に変更される[1]。
- 2021年3月20日 - 31、65号系統を九条（分所）営業所から烏丸営業所に、急行101号系統を烏丸営業所から九条（分所）営業所に移管する。
- 2022年3月19日 - 利用客減に伴い、急行101、急行106、急行111号の各系統を休止する。
- 2024年6月1日 - 快速5号、快速6号を新設。58号系統が洛西営業所から移管される[2]。

## 担当系統
- 1979年5月 - 1981年5月：75甲、75乙、204甲、204乙、207甲、207乙、208甲、208乙、210、214甲、214乙、221
- 1981年5月 - 1983年11月：75、83、202、205、207、208
- 1983年11月 - 1986年3月：4、6、14、75、202、205、207、208
- 1986年3月 - 1986年10月：4、14、特17、75、202、205、207、208
- 1986年10月 - 1988年6月：4、14、特17、75、202、快速特202、205、快速臨205、快速特205、207、208
- 1988年6月 - 1992年：4、14、特17、202、快速特202、205、快速臨205、快速特205、207、208
- 1992年 - 1996年3月：4、14、特17、202、快速特202、205、快速臨205、快速特205、207、208、南5
- 1996年3月 - 1997年10月：4、特17、202、快速特202、205、快速臨205、快速特205、207、208、南5
- 1997年10月 - 1999年3月：4、17、71、202、快速202、205、快速205、207、208、南5
- 1999年3月 - 2001年3月：4、6、17、71、202、快速202、205、快速205、207、208、南5
- 2001年3月 - 2003年3月：5、16、17、50、71、202、快速202、205、快速205、207、208、南5
- 2003年3月 - 2005年3月：5、16、17、50、71、202、快速202、205、快速205、207、208
- 2005年3月 - 2007年3月
  - 本局：202、快速202、205、快速205、207、208
  - 京阪バス委託：5、16、26、31、50、65
- 2007年3月 - 2008年1月
  - 本局：202、快速202、205、快速205、207、208
  - 京阪バス委託：15、16、 26、50、51、55、71、75
- 2008年1月 - 2012年3月
  - 本局：202、快速202、205、快速205、207、208、祇園Express
  - 京阪バス委託：15、16、 26、50、51、55、71、75
- 2012年3月 - 2014年3月
  - 本局：202、快速202、205、快速205、207、208、祇園Express
  - 京阪バス委託：15、16、 26、50、51、55、71、75、水族館東山ライン
- 2014年3月 - 2016年3月18日
  - 本局：202、快速202、205、快速205、207、208、祇園Express
  - 京阪バス委託：5、6、31、50、65、71、特71
- 2016年3月19日 - 2017年3月17日
  - 本局：88、急行103、急行106、202、快速202、205、快速205、207、208
  - 京阪バス委託：5、6、31、50、65、71、特71
- 2017年3月18日 - 2019年3月15日
  - 本局：88、急行103、急行106、202、快速202、205、快速205、207、208、二条城・金閣寺Express
  - 京阪バス委託：5、6、31、50、65、71、特71
- 2019年3月16日 - 2020年3月19日
  - 本局：50、71、特71、88、急行106、急行111、202、快速202、205、快速205、207、208
  - 京阪バス委託：5、6、31、65
- 2020年3月20日 - 2021年3月19日：5、6、31、50、65、71、特71、88、急行106、急行111、202、快速202、205、快速205、207、208
- 2021年3月20日 - 2022年3月19日：5、6、50、71、特71、88、急行101、急行106、急行111、202、快速202、205、快速205、207、208
- 2022年3月19日 -：5、6、50、71、特71、88、202、快速202、205、快速205、207、208
- 2024年6月1日 -：5、快速5、6、快速6、50、58、71、特71、88、202、快速202（快速立命館）、205、快速205（快速立命館）、207、208[3]
- 2025年3月22日 -：5、快速5、6、快速6、50、58、71、特71、202、快速202（快速立命館）、205、快速205（快速立命館）、207、208[3]

## 現行路線（直営路線）

### 5号・快速5号系統
経路
- 5号：岩倉操車場前 - 国際会館駅前 - 宝ヶ池 - 修学院道 - 上終町・瓜生山学園 京都芸術大学前 - 銀閣寺道 - 浄土寺 - 南禅寺・永観堂道 - 岡崎公園美術館・平安神宮前 - 神宮道 - 三条京阪前 -(←京都市役所前)- 河原町三条 - 四条河原町 - 四条烏丸 - 京都駅前
- 特5号（5｜五条通）：岩倉操車場前 - （5号） - 四条河原町 - 河原町五条 - 烏丸五条 - 京都駅前
- 快速5号：岩倉操車場前 → （各停） → 銀閣寺道 → 浄土寺→ 錦林車庫前 → 東天王町 → （岡崎道・神宮道）→ 東山三条 → 三条京阪前 → （四条京阪前） → 四条河原町 → 河原町五条 → 烏丸五条 → 京都駅前

概要
5号系統は、岩倉操車場から銀閣寺道、南禅寺・永観堂道、岡崎公園美術館・平安神宮前などの観光地密集地帯を経由しながら、三条京阪前・河原町通・四条通・烏丸通を経て、京都駅前に達する路線である。路線名は銀閣寺線である。かつては北白川別当町や一乗寺、修学院道が終点であった時代もあったが、白川通の延伸に伴って現在の岩倉操車場まで運転されるようになった。岩倉操車場にて操車を行っている。
京都の都心部と数多くの主要観光地を結ぶ路線である。そのため、かつては特に利用客が多い南寄り区間（京都駅前 - 錦林車庫前）の増発便を兼ね、快速5号系統や5A号系統、57号系統（烏丸営業所錦林出張所による運行）が設定されていたが、本系統の西賀茂営業所への移管時に、本系統に統合された。
2024年6月1日のダイヤ改正で、快速5号系統が新設された。京都駅行きの片道のみで、銀閣寺道 - 京都駅前間が快速運転区間である。特5号系統とは一部の経路が異なり、南禅寺・永観堂道や河原町三条は通らず、岡崎通や川端通を経由する。
沿革
- 1949年
  - 6月：5号系統を新設する。新設時の経路は、西洞院塩小路（現：下京区総合庁舎前） - 京都駅前 - 四条烏丸 - 祇園 - 東山二条（現：東山二条・岡崎公園口） - 永観堂前（現：南禅寺・永観堂道）- 銀閣寺道 - 一乗寺（現：上終町京都造形芸大前付近）である。
  - 7月：動物園前（現：岡崎公園動物園前） - 永観堂前 - 東天王町を、動物園前 - 岡崎道 - 東天王町に変更する。
  - 8月：京都駅前 - 四条烏丸 - 四条河原町を、京都駅前 - 七条内浜（現：七条河原町） - 四条河原町に変更する。
- 1950年9月：京都駅前 - 七条内浜 - 四条河原町を、京都駅前 - 四条烏丸 - 四条河原町に変更する。
- 1951年
  - 2月：四条河原町 - 祇園 - 東山二条 - 動物園前を、四条河原町 - 河原町三条 - 神宮道 - 動物園前に変更する。
  - 10月：北白川別当町 - 一乗寺間を廃止する。
- 1952年7月：北白川別当町 - 北白川仕伏町間を延長する。
- 1953年10月：北白川別当町 - 北白川仕伏町間を廃止する。
- 1954年8月：動物園前 - 岡崎道 - 東天王町を、動物園前 - 永観堂前 - 東天王町に変更する。
- 1958年10月：北白川別当町 - 一乗寺向畑町（現：一乗寺清水町）間を延長する。北白川別当町折り返しは35号系統となる。
- 1962年
  - 3月：一乗寺向畑町 - 修学院道間を延長する。
  - 11月：N5号系統を新設する。新設時の経路は、河原町三条 - （5号系統） - 上終町（現：上終町京都造形芸大前）である。
- 1966年3月：5号系統の河原町三条 → （三条通） → 三条京阪前を、河原町三条 → （御池通） → 三条京阪前に変更する。
- 1970年6月：5号系統の河原町三条 → （御池通） → 三条京阪前を、河原町三条 → （三条通） → 三条京阪前に変更する。
- 1970年12月
  - 5号系統は、岩倉操車場前（現：国際会館駅前） - 修学院道間を延長する。京都駅前 - 三哲（現：下京区総合庁舎前）を廃止する。
  - 5甲号系統を新設する。新設時の経路は、岩倉操車場前 - （5号系統） - 三条京阪前である。
- 1972年1月：N5号系統の三条京阪前 - 河原町三条を、三条京阪前（ → 河原町三条 → ／ ← 四条京阪前 ← ）四条河原町に変更する。
- 1973年1月：5甲号系統は、三条京阪前 - 河原町三条（ → 烏丸御池 → ／ ← 四条河原町 ← ）四条烏丸間を延長する。
- 1976年4月：N5号系統は修学院道 - 上終町（現：上終町京都造形芸大前）間を延長する。三条京阪前 - 四条河原町を、四条河原町 → 河原町三条 → 三条京阪前（復路のみ営業）に変更する。
- 1978年10月：N5号系統を5号系統に統合し、廃止する。
- 1981年5月：5甲号系統の銀閣寺道 - 四条烏丸を、銀閣寺道 - 河原町今出川 - 河原町二条（現：京都市役所前）（ → 烏丸御池 → ／ ← 四条河原町 ← ）四条烏丸に変更し、35号系統に系統番号を変更する。
- 1985年4月
  - 岩倉操車場の移転に伴い、5号系統は岩倉操車場前 - 岩倉南四ノ坪町（現：国際会館駅前）間を延長する。
  - 特5号系統を新設する。新設時の経路は、妙満寺 - 岩倉操車場前 - （5号系統） - 京都駅前である。
- 1996年3月：快速5号系統を新設する。新設時の経路は、（ 錦林車庫前 → ／ 銀閣寺前 ← ）京都会館美術館前（現：岡崎公園ロームシアター京都・みやこめっせ前、岡崎公園美術館・平安神宮前） - 三条京阪前 - 四条河原町 - 四条烏丸 - 京都駅前である。
- 1997年
  - 6月：特5号系統を廃止する。
  - 10月：特5号系統を新設する。新設時の経路は、京都駅前 - （5号系統） - 動物園前（ → 岡崎道 → 宮ノ前町 → ／ ← 南禅寺・永観堂道 ← 銀閣寺道 ← ）銀閣寺前である。
- 1999年3月：烏丸営業所錦林支所から梅津営業所に移管する。
- 2001年3月
  - 特5号系統を5号系統に統合し、5A号系統とする。5A号系統は17号系統との連結運転を開始する。
  - 快速5号系統を廃止する。
  - 5号系統は梅津営業所から烏丸営業所錦林出張所に移管し、5A号系統は九条営業所が運行する。
- 2003年3月：河原町三条 → （三条通） → 三条京阪前を、河原町三条 → （御池通）→ 三条京阪前に変更する。
- 2005年3月
  - 5A号系統の錦林車庫前 - 銀閣寺道間を廃止し、57号系統に系統番号を変更する。57号系統は17号系統との連結運転を廃止する。
  - 烏丸営業所錦林出張所から九条営業所に移管し、京阪バスへの委託系統となる。
- 2007年3月
  - 57号系統を5号系統に統合する。
  - 西賀茂営業所に移管し、京都バスへの委託系統となる。
- 2011年
  - 2月：四条通歩道拡張に向けた社会実験の為、四条河原町 - 四条烏丸 - 烏丸五条を四条河原町 - 河原町五条 - 烏丸五条に変更する。
  - 3月：四条通歩道拡張に向けた社会実験終了の為、四条河原町 - 河原町五条 - 烏丸五条を四条河原町 - 四条烏丸 - 烏丸五条に変更する。
- 2014年3月22日：九条営業所に移管し、京阪バスへの委託系統となる。復路が京都市役所前停留所に停車する。
- 2015年9月19日：烏丸通 - 川端通間の四条通歩道拡幅整備による渋滞対策とバスの定時性向上を図る為、特5号系統を新設する。旅客案内上は「5｜五条通」と記されている。新設時の経路は、岩倉操車場前 - （5号系統） - 四条河原町 - 河原町五条 - 烏丸五条 - （5号系統） - 京都駅前。
- 2020年3月20日：京阪バスの市バス運行事業撤退により直営化[1]。
- 2021年3月20日：河原町通 - 川端通間の三条通歩道拡幅整備により、往路を三条京阪前 → （三条通）→ 河原町三条から、三条京阪前 → （御池通）→ 河原町三条に変更（復路は2003年から御池通経由）[4]。
- 2024年6月1日：快速5号系統を新設する。新設時の経路は、岩倉操車場前 → （各停） → 銀閣寺道 → 錦林車庫前 → 東天王町 → （岡崎道・神宮道）→ 東山三条 → 三条京阪前 → （四条京阪前） → 四条河原町 → 河原町五条 → 烏丸五条 → 京都駅前である。

停留所およびダイヤ
上記にもあるとおり、鉄道の整備によって最盛期よりは少なくなっているが、15分間隔まで減便されたころよりは改善されている。地下鉄東西線開業までは、休日は早朝・夜間を除き「この間4 - 8分間隔」と記されていただけであった（他にも本数の多い系統はこのような表記が見られたが、東西線開業後は徐々に見られなくなった）。
2015年9月19日より、四条河原町 - 烏丸五条間を河原町五条経由とした特5号系統を新設し、半数が従来通りの四条通経由で、半数が新設の五条通経由で運転している。
京都駅前行の始発便、京都駅前発の一部と最終便およびその一本前は、修学院道発着となっている（かつては修学院離宮道停留所の折り返し便も終日設定されていた）。このうち、京都駅前発の最終便は烏丸営業所錦林出張所が代走する。
また、かつては深夜に修学院・岩倉方面への四条烏丸発着の便が存在したが（現在の錦林出張所への回送の関係とされる）、九条営業所への移管時にすべて京都駅前発着となった。
なお、京都市役所前停留所は復路のみ停車する。
運賃
2016年3月18日までは調整系統路線であり、上終町京都造形芸大前以南が均一運賃区間であった。全区間均一運賃化後は、国際会館駅 - 京都駅間の運賃は、市バス230円、地下鉄290円（いずれも大人一人）となっている。

### 6号・快速6号系統
経路
- 6号：京都駅前 - 七条堀川 - 七条大宮・京都水族館前 - 四条大宮 - 二条駅前 - 千本北大路 - 佛教大学前（ → 鷹峯源光庵前 → ／ ← ）玄琢
- 快速6号：四条大宮 → 二条駅前 → 千本丸太町 → 千本今出川 → ライトハウス前 → 千本今出川 → 佛教大学前

概要
6号系統は、京都駅前から堀川通、七条通を通って、七条大宮から千本通を経由し、北区鷹峯地区を結ぶ路線である。路線名は、千本線である。この系統と同様に、市内中心部から千本通を経由して北区を結ぶ路線としては46号系統があるが、四条烏丸や四条河原町といった繁華街を通る46号系統に対し、こちらは利用者数、本数ともに少ない。これは阪急京都線の大宮駅に特急が停車しない（ただしラッシュ時の通勤特急は停車）影響であり、鉄道連絡では他の千本通を縦走する系統（46・55・201・206など）よりは見劣りする。2001年までは京都駅前発着で、京都駅前 - 千本北大路間は206号系統の補完的な役割を担っていた。しかし、2017年のダイヤ改正で一部便に限り再び京都駅前発着となった。2020年のダイヤ改正で平日ダイヤの2本を除くすべての便が京都駅前発着となった。その後、2022年のダイヤ改正で全便が京都駅前発着に統一された。
快速6号系統は、佛教大学の通学需要に対応するために運行されている路線である。2024年6月1日までは臨6号系統（旅客案内上は「臨」）として運転されていたが、同日のダイヤ改正で快速6号系統に変更され、停車停留所が増えた。
鉄道とは、阪急京都線（大宮駅）、地下鉄東西線・JR嵯峨野線（二条駅）で接続している。また沿線には佛教大学があるため、学生の利用が多い。
かつては横大路営業所が担当していたため、出入庫時の回送距離は非常に長くなっていた。
沿革（210号系統含む）
- 1972年1月：210号系統を新設する。新設時の経路は、九条車庫前 - 春日町（現：東寺道） - 京都駅前 - 烏丸七条 - 七条大宮（現：七条大宮・京都水族館前） - 千本今出川 - 北野白梅町である。
- 1974年11月：九条車庫前 - 三哲（現：下京区総合庁舎前）を、京都駅八条口 - 三哲に変更する。
- 1975年12月：千本今出川 - 北野白梅町を、千本今出川 - 南木ノ畑町（現：佛教大学前）（ → 源光庵前（現：鷹峯源光庵前）→ ／ ← ）玄琢に変更する。
- 1979年5月：京都駅八条口 - 京都駅前間を廃止する。
- 1981年5月：京都駅前 - 烏丸七条 - 七条大宮を、京都駅前 - 三哲 - 七条大宮に変更する。6号系統に系統番号を変更する。
- 2001年3月：京都駅前 - 四条大宮間を廃止する。
- 2004年11月：西賀茂営業所から横大路営業所に移管し、阪急バスへの委託系統となる。
- 2007年3月：臨6号系統を新設する。新設時の経路は、四条大宮 → （直行） → 二条駅前 → （直行） → 佛教大学前。佛教大学開校日の平日のみ運転する。
- 2014年3月22日：九条営業所に移管し、京阪バスへの委託系統となる。
- 2017年3月18日：特6号系統を新設する。新設時の経路は、京都駅前 - 七条大宮・京都水族館前 - 四条大宮 -（6号系統）- 玄琢である。
- 2020年3月20日：すべての便（平日ダイヤの2本を除く）が京都駅前発着に変更[5]。京阪バスの市バス運行事業撤退により直営化[1]。
- 2022年3月19日：佛教大学の通学需要に対応し運行されていた、平日午後2本の区間便(佛教大学前→四条大宮)が廃止。廃止以後も度々臨時便が運行されている。(佛教大学前→京都駅前)
- 2024年6月1日：臨6号系統の四条大宮 → （直行） → 二条駅前 → （直行） → 佛教大学前を、四条大宮 → 二条駅前 → 千本丸太町 → 千本今出川 → ライトハウス前 → 千本今出川 → 佛教大学前に変更し、系統番号を快速6号系統に変更する。

なお、6号系統となった1981年以降の運行営業所は、以下のとおりであり、営業所間での移管が多い。
- 1981年5月 - 1983年10月：三哲支所
- 1983年11月 - 1986年3月：九条営業所
- 1986年3月 - 1997年6月：梅津営業所
- 1997年6月 - 1997年10月：五条営業所
- 1997年10月 - 1999年3月：梅津営業所
- 1999年3月 - 2001年3月：九条営業所
- 2001年3月 - 2004年10月：西賀茂営業所
- 2004年11月 - 2014年3月：横大路営業所（阪急バス委託）
- 2014年3月 - 2020年3月：九条営業所（京阪バス委託）
- 2020年3月 - ：九条営業所

停留所およびダイヤ
平日・土曜日・休日とも、昼間は30分間隔で運転している。また夜間の最終とその1本前は玄琢下までとなる。

### 50号系統
経路
- 50号：京都駅前 - 五条西洞院 - 四条堀川 - 堀川中立売 - 千本中立売 - 千本今出川 - 北野白梅町 - わら天神前 - 立命館大学前

概要
50号系統は、西洞院通、堀川通、中立売通を経由して、京都駅と立命館大学を結ぶ路線である。路線名は北野線である。九条通、東山通、北大路通、西大路通に囲まれた旧市街地内にて、2車線道路（西洞院通、中立売通）を長距離にわたって走行する珍しい路線である。これは、京都市電ではここのみの狭軌(1067mm)の路線である京都市電堀川線跡をほぼたどっているためである（千本中立売 - 北野天満宮前を除く）。
鉄道とは、京都駅前（地下鉄烏丸線、JR京都線、JR嵯峨野線、JR奈良線、近鉄京都線）、堀川御池・二条城前（地下鉄東西線）で接続しているのみであるため、京都駅と上京区西部の流動が主体である。起終点が立命館大学前ということもあり、立命館大学への通学客も多い。また、沿線に二条城や北野天満宮といった観光地も存在するため、観光客も多い。ただし、立命館大学は一部の学部がびわこ・くさつキャンパスに移転したことや平日の朝の通学時は西洞院通・中立売通より車線数の多い西大路通を経由し速達性の高い快速205号系統に学生が流れること、また観光路線としても50号系統と類似した経路で急行101号系統を運行するようになったことから、最盛期に比べると利用者数・運転頻度が少なくなった。
かつては、類似路線として52号系統（等持院線）があった。
沿革（旧52号系統含む）
- 1960年12月：52号系統を新設する。新設時の経路は、三哲（現：下京区総合庁舎前） - 京都駅前 - 四条烏丸 - 四条堀川 - 堀川丸太町 － 市民病院前（現：丸太町七本松） - 上七軒 - 北野白梅町である。
- 1961年8月
  - 50号系統を新設する。新設時の経路は、北野神社前（現：北野天満宮前） - 下ノ森 - 千本中立売 - 堀川中立売 - 四条堀川 - 四条西洞院 - 三哲（現：下京区総合庁舎前） - 京都駅前である。
  - 52号系統は、北野白梅町（ →（一条通）→ ／ ← 大将軍 ← ）御室仁和寺間を延長する。
- 1962年6月：52号系統の北野白梅町 - 御室仁和寺を、北野白梅町 - 小松原 - 等持院前 - 竜安寺道に変更する。
- 1965年
  - 1月：52号系統の小松原 - 等持院前 - 竜安寺道を、小松原 - 等持院西町 - 竜安寺道に変更する。
  - 4月：52号系統は京都駅八条口 - 三哲間を延長する。
- 1969年
  - 1月：52号系統は、京都駅八条口 - 三哲間を廃止する。
  - 3月：52号系統は、竜安寺道 - 等持院前間を延長する。
- 1976年4月：50号系統の北野神社前 - 下ノ森 - 千本中立売を、下ノ森 - 北野神社前 - 千本今出川 - 千本中立売に変更する。
- 1978年10月：50号系統の下ノ森 - 北野神社前を、衣笠（現：立命館大学前）- 桜木町 - 北野白梅町 - 北野神社前に変更する。
- 1981年5月
  - 52号系統の千本丸太町 - 丸太町七本松 - 上七軒を、千本丸太町 - 千本今出川 - 上七軒に変更する。
  - 50号系統の起終点を変更する。
- 1986年3月：50号系統の西洞院仏光寺 - 四条西洞院 - 四条堀川を、西洞院仏光寺（ → 四条西洞院 → ／ ← ）四条堀川に変更する。
- 1988年6月：52号系統の北野白梅町 - 等持院前を、北野白梅町（ → ／ ← 衣笠校前 ← 小松原児童公園前 ← ）等持院東町に変更する。
- 1992年4月：52号系統の等持院東町 → 小松原児童公園前 → 衣笠校前を、等持院東町 → 金閣寺前 → 金閣寺道 → 衣笠校前に変更する。
- 1996年3月：52号系統の四条堀川 - 堀川丸太町 - 千本丸太町を、四条堀川 - 四条大宮 - 千本丸太町に変更する。
- 1997年10月：52号系統は三哲 - 京都駅前間を廃止する。四条堀川 - 等持院東町を、四条堀川 - 堀川今出川（ → 北野天満宮前 → ／ ← 大徳寺前 ← ）金閣寺道に変更する。101号系統に系統番号を変更する。
- 1999年4月：50号系統の京都駅前 - 下京区総合庁舎前 - 七条西洞院を、京都駅前（ → ／ ← 下京区総合庁舎前 ← ）七条西洞院に変更する。

50号系統は1961年8月-1979年5月までは烏丸営業所北野支所が、1979年5月-1983年11月までは九条営業所三哲支所が、1983年11月-2001年3月までは五条営業所が、2001年3月以降は九条営業所が担当している。
52号系統は1960年12月-1982年までは梅津営業所が、1982年-1997年10月の廃止までは五条営業所による運行であった。
停留所およびダイヤ
平日・土曜日・休日とも、昼間は15分間隔で運転している。沿線に北野天満宮がある関係で、しばしば臨時の増発便が運転される。五条営業所が運行していた頃は、最終便の入庫のために北野白梅町止まりの便もあったが、現在はすべて京都駅前 - 立命館大学前の運転となっている。また、沿線に北野天満宮が控えていることもあり、毎月25日の縁日や正月時には臨時バスも運転される。この臨時バスには、九条営業所以外の車両も使用される。
その他の特徴
当系統は北野神社前発着の時期があった関係で、昔から前後の方向幕には「北野神社」もしくは「北野天満宮」の文字が入っていた。昔は50号系統以外の北野天満宮を経由する系統では、前後の方向幕で「北野天満宮」の文字は入っていなかった。最近の方向幕では、50号系統以外の系統でも「北野天満宮」の文字を入れることが多い。

### 58号系統
経路
- 58号：九条車庫前（ → 京都駅八条口・東寺道 → ／ ← 地下鉄九条駅前（大石橋） ← ） - 京都駅八条口アバンティ前 - 地下鉄九条駅前（大石橋） - 東福寺 - 祇園 - 四条烏丸 - 京都駅前

概要
58号系統は、九条車庫・京都駅八条口から東山通・四条通を経て京都駅を結ぶ路線である。九条車庫前 - 四条烏丸間は特207乙入号と同経路であり、207号系統の補助的な役割を果たす。
沿革
- 2016年3月19日：58号系統を新設する。新設時の経路は、二条駅西口 - 四条大宮 - 七条大宮・京都水族館前 - 梅小路公園・京都鉄道博物館前。
- 2020年3月20日：起終点を逆転した上で、四条大宮 - 二条駅西口 を 四条大宮 - 祇園 - 大石橋 - 京都駅八条口アバンティ前 - 九条車庫前に変更する。
- 2022年3月19日：横大路営業所（阪急バス委託）から洛西営業所（近鉄バス委託）へ移管する。
- 2024年6月1日：七条大宮・京都水族館前 - 四条大宮 - 四条烏丸を七条大宮・京都水族館前 - 京都駅前 - 四条烏丸に、九条車庫前 → 地下鉄九条駅前（大石橋）を九条車庫前 → 東寺道 → 京都駅八条口 → 地下鉄九条駅前（大石橋）にそれぞれ変更する。洛西営業所（近鉄バス委託）から九条営業所に移管し、起終点を逆転する[2]。
- 2025年3月22日：京都駅前 - 梅小路公園・京都鉄道博物館前間を廃止する。

停留所およびダイヤ
土曜日・休日のみ、昼間のみ30分間隔で運転している。

### 71・特71号系統
経路
- 71号：九条車庫前 - 東寺道 - 京都駅八条口アバンティ前 - 大石橋 - 九条大宮 - 四条大宮 - 京都外大前 - 松尾橋
- 特71号：九条車庫前 - （71号） - 太秦天神川駅前 - 京都外大前 - 松尾橋

概要
71号系統は、九条通、大宮通、四条通を経由して、京都駅八条口アバンティ前から右京区西院・梅津地区を結ぶ路線である。四条大宮 - 松尾橋間は、1969年に廃止されたトロリーバスの路線をたどっており、3号系統（梅津営業所担当）、67号系統（西賀茂営業所担当）と共に、トロリーバス代替機能を果たしている。当系統の路線名は梅津線である。
右京区梅津地区には、日新電機（最寄停留所：日新電機前）、三菱自動車工業（最寄停留所：南広町）などの大工場があり、朝ラッシュ時には、郊外方向である松尾橋行きの利用者も多い。
2012年3月より、昼間の一部便が太秦天神川駅前を経由するようになった。
2016年3月より、梅津営業所代走便を除き、京都駅八条口経由九条車庫前発着に変更された。九条車庫前を片道で2回通ることから、誤乗を避けるため旅客案内上は九条車庫前 - 東寺道 - 京都駅八条口の区間を「臨」系統として表示していた。しかし、2024年6月のダイヤ改正で「臨」系統表示の使用を原則廃止したため、それ以降は往路の九条車庫前から京都駅八条口に限り「71(特71)｜八条口」と表示している。
沿革（76号系統、77号系統含む）
- 1966年1月：76号系統を新設する。新設時の経路は、西大路四条 - 北野白梅町 - 千本北大路 - 北大路堀川 - 上賀茂神社前である。
- 1968年5月：76号系統は、梅津車庫前（現：京都外大前） - 西大路四条間を延長する。
- 1969年
  - 1月：71号系統を新設する。新設時の経路は、京都駅八条口 - 春日町（現：東寺道） - 九条近鉄前 - 九条大宮 - 四条大宮 - 松尾橋である。
  - 10月
    - 76甲号系統を新設する。新設時の経路は、松尾橋 - 梅津車庫前 - （76号系統） - 上賀茂神社前である。
    - 77号系統を新設する。新設時の経路は、松尾橋 - 梅津車庫前 - 西大路四条 - 四条大宮である。
- 1972年1月：77号系統の起終点を変更する。
- 1979年ごろ：71号系統の起終点を変更する。
- 1981年5月：76号・76甲号・77号系統を廃止する。
- 1983年11月：九条近鉄前 - 春日町 - 京都駅八条口を、九条近鉄前（ → 大石橋 → ／ ← 春日町）京都駅八条口に変更する。
- 1997年10月：九条近鉄前（ → 大石橋 → ／ ← 東寺道 ← ）京都駅八条口を、九条近鉄前 - 九条車庫前（ → 大石橋 → ／ ← 九条駅前 ← ）京都駅八条口アバンティ前に変更する。
- 2007年3月：起終点を変更する。
- 2012年3月14日：71B号系統を新設する。新設時の経路は、京都駅八条口アバンティ前 - （71号系統） - 京都外大前 - 太秦天神川駅前 - 京都外大前 - （71号系統） - 松尾橋である。
- 2014年3月22日：71B号系統の系統番号を特71号系統に変更する。
- 2015年3月21日：京都学園大学京都太秦キャンパスの開設に伴い、特71号系統の四条葛野大路 - 京都外大前 - 太秦天神川駅前を、四条葛野大路 - 京都学園大学前（現：京都先端科学大学前） - 太秦天神川駅前に変更する。
- 2016年3月19日：71号系統の京都駅八条口アバンティ前（ → 九条駅前 → ／ ← 大石橋 ← ）九条車庫前を、九条車庫前 - 東寺道 - 京都駅八条口アバンティ前 - 大石橋 - 九条車庫前に変更する。

71号系統については、営業所が頻繁に変更となっている。運行営業所の変遷は、以下のとおりである。
- 1969年10月 - 1979年5月：八条営業所
- 1979年5月 - 1983年10月：五条営業所
- 1983年11月 - 1997年10月：梅津営業所
- 1997年10月 - 2005年3月：九条営業所
- 2005年3月 - 2007年3月：梅津営業所
- 2007年3月 - ：九条営業所

五条営業所による運行の頃は、操車場が三哲であった。操車場から営業運転に入るまで、三哲 - 京都駅前 - 塩小路高倉 - 京都駅八条口と回送していた。そのため、京都駅前（烏丸口）を、回送車が堂々と素通りする光景が見られた。
停留所およびダイヤ
平日は朝夕が15分毎、昼間が30分毎、土曜日および休日は、早朝・深夜を除き30分毎で運行している。昼間の半数が太秦天神川駅を経由する特71号系統となっている。なお、始発の京都外大前発京都駅八条口アバンティ前行は、梅津営業所（直営）が運行している。

### 202・快速202号系統
経路
- 202号：九条車庫前 - 東福寺 - 東山七条 - 熊野神社前 - 西ノ京円町 - 西大路九条 - 九条車庫前
- 特202乙入号：九条車庫前 → 西大路九条 → 西ノ京円町 → 熊野神社前 → 東山七条 → 東福寺 → 大石橋 → 京都駅八条口アバンティ前 → 九条車庫前
- 快速202号：九条車庫前 - 西大路駅前 - 西大路四条 - 北野白梅町 - 衣笠校前（ ← 小松原児童公園前 ← ）立命館大学前

概要
202号系統は、九条車庫前を起終点とし、九条通、東山通、丸太町通、西大路通を循環する全長約16kmの路線である。線名は、九条・丸太町循環線である。入庫のため、九条車庫前止めの便も存在する。京都市電2号系統（京都駅前 - 河原町今出川 - 錦林車庫前 - 西ノ京円町 - 西大路駅前）および22号系統（九条車庫前 - 東福寺道 - 百万遍 - 北野白梅町 - 西大路駅前 - 九条車庫前）の代替機能を持っている。このため、始発が早く、終発が遅い。
京都の高速鉄道路線のほとんどと接続しており、沿線に高等学校が多く立地している。そのため、京都駅、三条京阪、四条河原町、四条烏丸をはじめとする京都中心部を経由しないにもかかわらず、利用者数は多い。
当系統と接続する高速鉄道は、地下鉄烏丸線（九条駅（最寄り停留所は大石橋）、丸太町駅）、地下鉄東西線（東山駅・西大路御池駅）、近鉄京都線（東寺駅）、京阪本線・鴨東線（神宮丸太町駅、東福寺駅）、阪急京都線（西院駅）、JR京都線（西大路駅）、JR嵯峨野線（円町駅）、JR奈良線（東福寺駅（※京阪本線同様、東福寺停留所とは若干離れている。））である。
また、東側と西側では路線の持つ役割が大きく異なる。東山通側は、東福寺、三十三間堂（最寄停留所：東山七条）、清水寺、八坂神社（最寄停留所：祇園）、知恩院など著名な観光施設が立地し、観光客の利用が多い。一方、西大路通側は島津製作所本社（最寄停留所：西大路三条）、ローム本社（最寄停留所：西大路五条）、日本新薬本社（最寄停留所：西大路八条）、堀場製作所本社（最寄停留所：西大路八条）、ワコール本社（最寄停留所：西大路駅前）などの企業が立地し、通勤利用が多い。
沿革（200号（甲乙）・222号系統を含む）
- 1976年4月：200号甲・200号乙系統を新設する。新設時の経路は、錦林車庫前 - 東天王町 - 西ノ京円町 - 西大路九条 - 九条近鉄前 - 春日町（現：東寺道） - 京都駅前 - 河原町今出川 - 銀閣寺道 - 錦林車庫前である。
- 1978年10月
  - 222号系統を新設する。新設時の経路は、九条車庫前 - 西大路九条 - 西ノ京円町 - 金閣寺道 - 烏丸車庫前（現：北大路バスターミナル）である。
  - 222号甲・222号乙系統を新設する。新設時の経路は、烏丸車庫前 - 金閣寺道 - 西ノ京円町 - 西大路九条 - 東福寺 - 祇園 - 熊野神社前 - 高野 - 烏丸車庫前である。
- 1979年5月：222号系統を廃止する。
- 1981年5月
  - 202号系統を新設する。新設時の経路は、九条車庫前 - 東福寺 - 祇園 - 熊野神社前 - 烏丸丸太町 - 西ノ京円町 - 西大路九条 - 九条車庫前である。
  - 200号甲・200号乙・222号甲・222号乙系統を廃止する。
- 1986年10月：快速特202号系統を新設する。新設時の経路は、九条車庫前 - （202号系統） - 西ノ京円町 - 北野白梅町 - 衣笠校前 - 小松原児童公園前 - 立命館大学前である。
  - なお、これ以前から特202号系統として路線図に存在していた。
- 1997年10月：快速特202号系統は快速202号系統に系統番号を変更する。
- 2008年4月：快速202号系統の衣笠校前 → 小松原児童公園前 → 立命館大学前を、衣笠校前 → （わら天神前） → 立命館大学前に変更する（わら天神前は通過）。
- 2011年3月：202乙号系統の夕方から夜間の入庫便を、京都駅八条口アバンティ前を経由する特202乙入号系統に変更する。
- 2012年3月14日：202乙号系統のすべての入庫便を、京都駅八条口アバンティ前を経由する特202乙入号系統に変更する。

停留所およびダイヤ
202号系統は、昼間は1時間当たり4-5本運転している。
快速202号系統は、平日朝に九条車庫前 - 立命館大学前間に往路4本、復路2本設定されており、停車停留所は、九条近鉄前、羅城門、西大路駅前、西大路七条、西大路五条、西大路四条、西大路三条、西大路御池、西ノ京円町、北野白梅町、衣笠校前、小松原児童公園前（復路のみ）となっている。
また、立命館大学開講日に限り立命館大学前行4本が追加で運行される。

### 205・快速205号系統
経路
- 205号：九条車庫前 - 東寺道 - 京都駅前 - 七条河原町 - 四条河原町 - 葵橋西詰 - 洛北高校前 - 北大路バスターミナル - 金閣寺道 - 西大路七条 - 烏丸七条 - 京都駅前 - 東寺道 - 九条車庫前
- 快速立命館(立命館大行き)・快速205号(京都駅方面):九条車庫前 - 京都駅前 - 烏丸七条 - 西大路七条 - 北野白梅町 - 衣笠校前（ → ／ ← 小松原児童公園前 ← ）立命館大学前（ ← 立命館大学前（キャンパス内））

概要
205号系統は、九条車庫前を起点とし、京都駅、河原町通、北大路通、西大路通、七条通を一周して京都駅に戻り、九条車庫前を終点とする全長約22kmの長大路線である。路線名は、河原町・西大路循環線である。京都市営バス循環系統のうち、唯一完全な形の循環運転をしない路線である。京都市電4号系統（京都駅前 - 四条烏丸 - 烏丸車庫前 - 金閣寺前 - 西大路七条 - 京都駅前）および5号系統（京都駅前 - 洛北高校前 - 千本北大路 - 九条大宮/後に四条大宮、廃止直前は千本北大路 - 金閣寺 - 西大路四条）の代替機能を持っている。このため、始発は早く、終発は遅い。
東山通を経由する206号系統より観光需要は少ないが、京都駅、四条河原町、北大路バスターミナルなどの市バス主要ターミナルを経由することや沿線に金閣寺や下鴨神社等の観光地が少なからず存在すること、さらには高速鉄道への乗り継ぎには便利であることから、京都市営バスはおろか全国の公営バス中で最多の乗客数を誇る路線である。
当系統と接続する高速鉄道は、地下鉄烏丸線（京都駅、北大路駅）、地下鉄東西線（京都市役所前駅・西大路御池駅）、近鉄京都線（京都駅）、阪急京都線（京都河原町駅、西院駅）、JR京都線（京都駅）、JR嵯峨野線（梅小路京都西駅・円町駅）である。京阪本線・鴨東線とは至近距離では接続していない。ただし、旅客案内上では葵橋西詰停留所で乗換案内がされている。京都駅前 - 洛北高校前で経路が重複する4号系統が出町柳駅前を経由するのに対し、当系統は経由しない。
沿革
- 1977年10月：京都市電河原町線・七条線を廃止し、市電4・5系統の代替系統として214号系統を新設する。新設時の経路は、九条車庫前 - 春日町（現：東寺道）- 三哲（現：下京区総合庁舎前） - 京都駅前 - 塩小路高倉 - 市電洛北高校前（現：洛北高校前） - 市電金閣寺道（現：金閣寺道） - 西大路七条 - 烏丸七条 - 京都駅前 - 三哲 - 春日町- 九条車庫前である。
- 1981年5月
  - 214号系統は205号系統に系統番号を変更する。
  - 特205号系統を新設する。新設時の経路は、九条車庫前 - （205号系統） - 衣笠校前 - 小松原児童公園前 - 立命館大学前である。
- 1986年10月
  - 特205号系統は快速運転を開始し、快速特205号系統に系統番号を変更する。
    - 途中京都駅前、烏丸七条、七条大宮（現：七条大宮・京都水族館前）、七条千本、西大路七条、西大路五条、西大路四条、西大路三条、西大路御池、西ノ京円町、北野白梅町、衣笠校前、小松原児童公園前に停車する。

  - 快速臨205号系統を新設する。新設時の経路は、九条車庫前 - （205号系統） - 西大路四条 - （205号系統） - 北大路バスターミナルである。
    - 途中京都駅前、烏丸七条、七条大宮、七条千本、西大路七条、西大路五条、西大路四条、西大路三条、西大路御池、西ノ京円町、北野白梅町、衣笠校前、千本北大路、北大路堀川、北大路新町に停車する。
- 1989年春：快速臨205号系統の停車停留所に行楽シーズンのみ金閣寺道を追加する。
- 1997年10月：快速特205号系統・快速臨205号系統は快速205号系統に系統番号を変更する。金閣寺道を通年停車停留所に変更する。
- 1999年3月：快速205号系統（北大路バスターミナル発着便・旧快速臨205号系統）は、北大路バスターミナル - （205号系統） - 四条河原町 - （205号系統） - 京都駅前を延長する。
  - 延長区間では、洛北高校前、下鴨神社前、河原町今出川、府立医大病院前、河原町丸太町、河原町三条、四条河原町、河原町五条、七条河原町、京都駅前に停車する。
- 2006年3月：快速205号系統（北大路バスターミナル発着便・旧快速臨205号系統）を廃止する。
- 2008年4月：快速205号系統の衣笠校前 → 小松原児童公園前 → 立命館大学前を、衣笠校前 → （わら天神前） → 立命館大学前に変更する（わら天神前は通過）。
- 2009年3月：特205号系統を新設する。新設時の経路は、西大路四条 - 北野白梅町 - 衣笠校前（ → 小松原児童公園前 → ／ ← わら天神前 ← ）立命館大学前である。
- 2014年3月22日
  - MN205号系統を新設する。新設時の経路は、京都駅前 → 七条大宮・京都水族館前 → 西大路七条 → 金閣寺道 → 烏丸北大路。京都駅前24時発の深夜バスで、平日・土曜ダイヤ及び烏丸線のコトキン・ライナー運転日に限り運転される。烏丸北大路からは引き続きMN204号系統として錦林車庫前まで運転をする。烏丸営業所錦林出張所（京都バス委託）の担当。
  - 特205号系統の西ノ京円町 - 北野白梅町 - 衣笠校前（ → 小松原児童公園前 → ／ ← わら天神前 ← ）立命館大学前を、西ノ京円町 - 府立体育館前 - （ 馬代通 ） - 立命館大学前に変更し、等持院東町停留所を新設する。
- 2015年3月21日：205号・MN205号系統が新設の梅小路公園前（現：梅小路公園・JR梅小路京都西駅前）停留所に停車する（それまでの梅小路公園前停留所は七条壬生川停留所に改称）。
- 2016年9月26日：快速205号系統復路の一部便について、立命館大学開講日に衣笠キャンパス内のロータリーにある「立命館大学前（キャンパス内）」停留所を始発とする。
- 2017年3月18日：205号・MN205号系統が七条堀川停留所に停車する。
- 2022年3月19日
  - MN205号系統を廃止する。
  - 快速立命館・快速205号系統平日20回のうち、西日本ジェイアールバスが6回運行（立命館大開校日のみ）
- 2025年3月22日：西大路四条 - 北大路バスターミナルの区間便について、西大路四条 - 京都外大前を延伸した上で25系統として分離。

停留所およびダイヤ
205号系統は、昼間は1時間に約8本（北大路バスターミナル〜西大路四条間は9本ほど）と頻発されている。なお日中の河原町今出川 - 京都駅前間は4号系統、17号系統とともに3〜4分間隔で運転されている。
快速205号系統は、九条車庫前・京都駅前 - 立命館大学前間で運行している。立命館大学の学生の利用を主体としているため、立命館大学休校日は大幅な減便となる。2010年度から土曜日・休日も1往復のみだが運行が開始された。停車停留所は、京都駅前、烏丸七条、七条大宮・京都水族館前、七条千本、西大路七条、西大路五条、西大路四条、西大路三条、西大路御池、西ノ京円町、北野白梅町、衣笠校前、小松原児童公園前（復路のみ）である。平日朝の一部および西大路四条発の1本をのぞき、定期便はすべて京都駅前を起終点として運転される。立命館大学開講日の復路の一部便についてはキャンパス内の平井嘉一郎記念図書館前にあるロータリーにある、「立命館大学前（キャンパス内）」停留所を始発とし、一般の立命館大学前停留所（京都府立堂本印象美術館前）は2番目の停留所となる。2016年に4限終了後の5便で設定され、2017年3月より5限終了後、2018年3月には3限終了後にも設定された。2019年改正より、往路について、旅客案内上は「快速立命館」の系統表示を行っている（快速202号系統も同様）。
また、九条営業所以外にも、西賀茂営業所・ 烏丸営業所錦林出張所（京都バス委託）・梅津営業所（直営・JRバス委託共に設定あり）担当便も設定されている。かつては九条営業所（京阪バス委託）・横大路営業所（阪急バス委託）運行便も設定されていた。

### 207号系統
経路
- 207号：九条車庫前 - 東福寺 - 祇園 - 四条河原町 - 四条大宮 - 九条大宮 - 九条車庫前
- 特207乙入号：九条車庫前 → 九条大宮 → 四条大宮 → 四条河原町 → 祇園 → 東福寺 → 大石橋 → 京都駅八条口アバンティ前 → 九条車庫前

概要
207号系統は、九条通、東山通、四条通、大宮通を循環している。京都市電7号系統（九条車庫前 - 東福寺 - 祇園 - 四条大宮 - 九条大宮 - 九条車庫前）の代替路線である。なお、入庫のために九条車庫前止めの便も存在する。路線名は南部循環線。
京都駅は通らないが、旧市街南部地域と京都市の都心部を貫く四条通の各地区を結ぶ機能を持っているため、利用者数は多い。
当系統と接続する高速鉄道は、地下鉄烏丸線（九条駅（最寄り停留所は大石橋）、四条駅）、阪急京都線（京都河原町駅・烏丸駅・大宮駅）、京阪本線（祇園四条駅、東福寺駅）、近鉄京都線（東寺駅）である。ただし、地下鉄東西線とは接続していない。また、JR西日本との接続は、東福寺停留所の近くに東福寺駅がある。
東山通側は、東福寺、三十三間堂（最寄停留所：東山七条）、清水寺、八坂神社（最寄停留所：祇園）など、観光施設が多い。一方、大宮通側は、観光施設は東寺、京都水族館程度で、地元の利用客が主体である。
沿革（旧16号系統を含む）
- 1957年5月：7号系統を分割し16号系統を新設する。新設時の経路は、上賀茂神社前 - 北大路堀川 - 烏丸車庫前（現：北大路バスターミナル）- 四条烏丸 - 祇園 - 東福寺 - 稲荷である。
- 1957年12月：下岸町 - 北大路堀川 - 烏丸車庫前 - 四条烏丸を、下岸町 - 大宮御土居（現：大宮交通公園前） - 今宮神社前 - 船岡山 - 千本北大路 - 四条大宮 - 四条烏丸に変更する。
- 1962年11月：稲荷 - 聖母女学院前 - 東伊達町（現：西久宝寺町） - 藤ノ森神社（現：藤森神社）間を延長する。
- 1964年11月：東山七条 - 聖母女学院前を、東山七条（ → 七条大橋（現：七条京阪前） → 深草飯食町（現：深草西浦町） → ／ ← 東福寺 ← 稲荷 ← ）聖母女学院前に変更する。
- 1970年8月：46号系統を統合する。聖母女学院前 - 東伊達町 - 藤ノ森神社を、聖母女学院前（ → 東伊達町 → ／ ← 深草西浦町 ← ）藤ノ森神社に変更する。
- 1972年1月
  - 16号系統は、上賀茂神社前 - みぶ（現：みぶ操車場前）を廃止する。
  - 207号系統を新設する。新設時の経路は、九条車庫前 - 東福寺 - 祇園 - 四条大宮 - 九条大宮 - 九条車庫前である。
- 1988年
  - 6月：16号系統を廃止して、特207号系統を新設する。新設時の経路は、京都駅八条口（ → 八条竹田街道（現：京都駅八条口アバンティ前） → ／ ← 八条口アバンティ前（現：京都駅八条口アバンティ前） ← ）大石橋 - （207号系統） - 祇園 - （207号系統） - 四条大宮 - みぶ（現：みぶ操車場前）である。
  - 12月：特207号系統の京都駅八条口 → 八条竹田街道 → 大石橋を、京都駅八条口 → 九条駅前 → 大石橋に変更する。
- 1989年7月：京都駅八条口（ → 九条駅前 → ／ ← 八条口アバンティ前（現：京都駅八条口アバンティ前） ← ）大石橋を、九条車庫前 - 九条駅前（ → 八条竹田街道 → ／ ← 八条口アバンティ前 ← ）大石橋に変更する。四条大宮 - みぶを、四条大宮 - 西大路四条 - 西大路九条 - 九条車庫前に変更する。
- 1997年10月：特207号系統を廃止する。
- 2011年3月：207乙号系統の夕方から夜間の入庫便を、京都駅八条口アバンティ前を経由する特207乙入号系統に変更する。
- 2012年3月14日：207乙号系統のすべての入庫便を、京都駅八条口アバンティ前を経由する特207乙入号系統に変更する。

停留所およびダイヤ
昼間が1時間あたり6 - 7本である。

### 208号系統
経路
- 208号：九条車庫前 - 東福寺 - 東山七条 - 烏丸七条 - 京都駅前 - 西大路七条 - 西大路駅前 - 西大路九条 - 九条車庫前

概要
208号系統は、九条通、東山通、七条通、西大路通を循環している。入庫のため、九条車庫前止めの便も存在する。京都市電8号系統（九条車庫前 - 東山七条 - 西大路七条 - 九条車庫前）の代替機能を持っている。路線名は九条・七条循環線。
京都駅近辺を小規模に循環している。また、利用者数および運転頻度は循環系統8路線の中では最も低い。
当系統の東側は東福寺、三十三間堂などの観光施設が多いが、西側は観光施設は京都水族館・京都鉄道博物館程度で、観光需要に乏しい。
沿革
- 1977年10月：208号系統を新設する。新設時の経路は、九条車庫前 - 東福寺 - 東山七条 - 西大路七条 - 西大路九条 - 九条車庫前である。
- 1981年5月：烏丸七条 -  七条西洞院 - 七条大宮（現：七条大宮・京都水族館前）を、烏丸七条 - 京都駅前 - 七条大宮に変更する。
- 2007年3月：臨208号系統を新設する。新設時の経路は、京都駅前（ → （直行） → ／ ← 烏丸七条 ← ）東山七条 である。
  - なお、往路のみ快速運転のため、快速208号系統として設定されていた。
- 2010年11月：京都駅前 - 東山七条 - 九条車庫前間で行楽シーズンに208号系統の臨時便の運転を開始する。
- 2011年3月：臨208号系統を廃止する。
- 2014年3月22日：特208号系統を新設する。新設時の経路は、九条車庫前 - 東福寺 - 東山七条 - 烏丸七条 - 京都駅前 - 七条堀川 - 梅小路公園前（現：七条壬生川） - 梅小路公園（現：梅小路公園・京都鉄道博物館前）である。
- 2015年3月21日：208号・特208系統が新設の梅小路公園前（現：梅小路公園・JR梅小路京都西駅前）停留所に停車する（それまでの梅小路公園前停留所は七条壬生川停留所に改称）。
- 2016年3月19日：特208号系統は九条車庫前 - 大石橋を、九条車庫前 - 東寺道 - 京都駅八条口アバンティ前 - 大石橋に変更し、88号系統に系統番号を変更する。

停留所およびダイヤ
平日・土休日問わず、昼間は1時間当たり2, 3本程度の頻度で運転されている。

### かわらまち・よるバス
よるバスを参照

## 撤退路線

### 4号系統・14号系統
現在は西賀茂営業所による運行

### 15号系統
現在は西賀茂営業所による運行

### 16号系統
現在は横大路営業所（エムケイ委託）による運行

### 17号系統
現在は錦林出張所（京都バス委託）が運行
一時期錦林営業所（当時）との掛け持ちの時期があった。現在でも早朝、深夜の一部便を当営業所が代走している。

### 26号系統
現在は梅津営業所（西日本ジェイアールバス委託）による運行

### 31号系統
現在は烏丸営業所による運行

### 51号系統
現在は西賀茂営業所による運行

### 55号系統
現在は西賀茂営業所による運行

### 65号系統
現在は烏丸営業所による運行

### 75号系統
現在は梅津営業所による運行

### 83号・南5号系統
現在は横大路営業所（阪急バス委託）による運行

### 88号系統
経路
- 88号：九条車庫前 -（ → 東寺道・京都駅八条口→ ／ ← 地下鉄九条駅前（大石橋） ← ）- 京都駅八条口アバンティ前 - 大石橋 - 東福寺 - 東山七条 - 烏丸七条 - 京都駅前

概要
88号系統は九条車庫前、京都駅八条口、東福寺と京都駅を結ぶ路線である。
沿革
- 2014年3月22日：特208号系統を新設する。新設時の経路は、九条車庫前 - 東福寺 - 東山七条 - 烏丸七条 - 京都駅前 - 七条堀川 - 梅小路公園前（現：七条壬生川） - 梅小路公園（現：梅小路公園・京都鉄道博物館前）である。
- 2015年3月21日：新設の梅小路公園前（現：梅小路公園・JR梅小路京都西駅前）停留所に停車する（それまでの梅小路公園前停留所は七条壬生川停留所に改称）。
- 2016年3月19日：特208号系統は九条車庫前 - 大石橋を、九条車庫前 - 東寺道 - 京都駅八条口アバンティ前 - 大石橋に変更し、88号系統に系統番号を変更する。
- 2024年6月1日：京都駅前 - 梅小路公園・京都鉄道博物館前を廃止。京都駅八条口アバンティ前 → 東寺道 → 九条車庫前を、京都駅八条口アバンティ前 → 地下鉄九条駅前（大石橋） → 九条車庫前に変更[2]。
- 2025年3月22日：208系統と経路が重複していることから廃止。

停留所およびダイヤ
土曜・休日の日中のみ30分間隔で運転していた。

### 急行101号系統
経路
- 急行101号：北大路バスターミナル - 大徳寺前 - 金閣寺道 - 北野白梅町 - 堀川今出川 - 二条城前 - 四条堀川 - 四条烏丸 - 京都駅前

概要
急行101号系統は、北大路バスターミナルから金閣寺、北野天満宮、二条城、四条烏丸を経由して、京都駅まで結ぶ路線である。主要停留所のみに停車する系統であった。
多くの観光地を結んで走る系統であるため、観光客の利用が非常に多くなっていたため、2005年1月19日から外国人観光客誘致推進事業の一つとして実施されている洛バス系統のひとつとして運行されていた。本系統に用いられる車両は、夏の若葉をイメージした緑色のラッピングが施されていた。
沿革（旧52号系統を含む）
- 1960年12月：52号系統を新設する。新設時の経路は、三哲（現：下京区総合庁舎前）- 京都駅前 - 四条烏丸 - 四条堀川 - 堀川丸太町 － 市民病院前（現：丸太町七本松）- 上七軒 - 北野白梅町である。
- 1961年8月：北野白梅町（ →（一条通）→ ／ ← 大将軍 ← ）御室仁和寺間を延長する。
- 1962年6月：北野白梅町 - 御室仁和寺を、北野白梅町 - 小松原 - 等持院前 - 竜安寺道に変更する。
- 1965年
  - 1月：小松原 - 等持院前 - 竜安寺道を、小松原 - 等持院西町 - 竜安寺道に変更する。
  - 4月：京都駅八条口 - 三哲間を延長する。
- 1969年
  - 1月：京都駅八条口 - 三哲間を廃止する。
  - 3月：竜安寺道 - 等持院前間を延長する。
- 1981年5月：千本丸太町 - 丸太町七本松 - 上七軒を、千本丸太町 - 千本今出川 - 上七軒に変更する。
- 1988年6月：北野白梅町 - 等持院前を、北野白梅町（ → ／ ← 衣笠校前 ← 小松原児童公園前 ← ）等持院東町に変更する。
- 1992年4月：等持院東町 → 小松原児童公園前 → 衣笠校前を、等持院東町 → 金閣寺前 → 金閣寺道 → 衣笠校前に変更する。
- 1996年3月：四条堀川 - 堀川丸太町 - 千本丸太町を、四条堀川 - 四条大宮 - 千本丸太町に変更する。
- 1997年10月：三哲 - 京都駅前間を廃止する。四条堀川 - 等持院東町を、四条堀川 - 堀川今出川（ → 北野天満宮前 → ／ ← 大徳寺前 ← ）金閣寺道に変更する。101号系統に系統番号を変更する。
- 1999年3月：堀川今出川（ → 北野白梅町 → ／ ← 大徳寺前 ← ）金閣寺道を、堀川今出川 - 北野白梅町 - 金閣寺道 - 北大路バスターミナルに変更する。
- 2001年10月：急行100号系統、急行101号系統、急行102号系統で統一ロゴを導入する。
- 2005年1月：「外国人向け観光推奨バス」（洛バス/RAKU BUS）の運行を行う。対象となる系統は、本系統を含めた3系統である。
- 2013年3月：観光シーズンの土曜・休日ダイヤの運行シーズンの期間が拡大する。（4月1日が3月16日に早め、11月30日が12月15日までに遅める。）
- 2014年3月22日：臨101号系統を定期化し、15分間隔となる。
- 2022年3月19日：利用客減に伴い休止となる。

1997年10月 - 2003年1月までは五条営業所、2003年1月 - 2007年3月までは梅津営業所、2007年3月 - 2021年3月までは烏丸営業所、2021年3月以降は九条（分所）営業所が担当している。
停留所およびダイヤ
主要停留所のみに停車する。停車停留所は、北大路堀川、大徳寺前、千本北大路、金閣寺道、わら天神前、北野白梅町、北野天満宮前、千本今出川、今出川大宮、堀川今出川、堀川丸太町、二条城前、堀川御池、四条堀川、四条烏丸、烏丸五条である。北大路バスターミナル発で7時台 - 16時台、京都駅前発で8時台 - 16時台で30分間隔で運転している。また、春や秋（4 - 6月、9 - 11月）の土曜・休日ダイヤ運転日には臨101号系統を運行して本数を15分間隔まで増やしていた。2014年3月22日のダイヤ改正で臨101号系統を定期化し、曜日・季節に関係なく15分間隔となっていた。

### 急行106号系統
経路
- 急行106号：京都駅前 → 東山七条 → 五条坂 → 祇園 → 四条河原町 → 京都駅前

概要
急行106号系統は、京都駅と東山地区を結ぶ路線であり、急行100号系統の補完系統であった。
沿革
- 2008年1月：祇園Expressを新設する。新設時の経路は、京都駅前（ → 東山七条 → 五条坂 → ／ ← 四条河原町← ）祇園。
- 2012年3月14日：定期運転を開始する。
- 2016年3月19日：急行106号系統に系統番号を変更する。
- 2022年3月19日：利用客減に伴い休止となる。

停留所およびダイヤ
土曜・休日のみ約30～60分間隔で運転していた。

### 急行111号系統
経路
- 急行111号：京都駅前 - 西本願寺前 - 四条堀川 - 二条城前 - 堀川今出川（ → ／ ← 北野天満宮前← ）金閣寺道

概要
急行111号系統は、京都駅と二条城・金閣寺方面を結ぶ路線であり、急行101号系統の補完系統である。
沿革
- 時期不詳：春・秋の観光シーズンに、臨時便「二条城・金閣寺エクスプレス」として設定される。
- 2017年3月18日：通年運転を開始する。経路は、京都駅前 - 西本願寺前 - 二条城前（ → ／ ← 北野天満宮前← ）金閣寺道。
- 2019年3月16日：四条堀川、堀川今出川停留所を停車停留所とし、急行111号系統に系統番号を変更する。
- 2022年3月19日：利用客減に伴い休止となる。

停留所およびダイヤ
先述の経路に記載の停留所のみ停車する。2019年改正時点で、京都駅→金閣寺方面13本/日、金閣寺→京都駅方面16本/日の運行であった。

### （旧）204号系統
運行していた区間
204：京都駅八条口 - 三哲 - 京都駅前 - 烏丸今出川 - 烏丸車庫前 - 千本北大路 - 北野白梅町 - 烏丸今出川 - 京都駅前 - 三哲 - 京都駅八条口
沿革
- 1974年
  - 4月：204号系統を新設する。新設時の経路は三哲（現：下京区総合庁舎前） - 京都駅前 - 烏丸今出川 - 烏丸車庫前（現：北大路バスターミナル） - 千本北大路 - 北野白梅町 - 烏丸今出川 - 京都駅前 - 三哲である。
  - 6月：三哲 - 京都駅前を廃止する。
- 1978年10月：京都駅八条口 - 三哲 - 京都駅前を延長する。
- 1981年5月：204号系統を廃止する。

### 221号系統
運行していた区間
221：九条車庫前 - 九条大宮 - 四条大宮 - 千本北大路 - 烏丸車庫前
沿革
- 1972年1月：221号系統を新設する。新設時の経路は九条車庫前 - 九条大宮 - 四条大宮 - 千本北大路 - 烏丸車庫前（現：北大路バスターミナル）である。
- 1979年5月：起終点を変更する。
- 1981年5月：221号系統を廃止する。

### 水族館・東山ライン
現在は錦林出張所（京都バス委託）が86号系統として運行

### 急行103号系統
経路
- 急行103号：梅小路公園・京都鉄道博物館前 - （直行） - 七条大宮・京都水族館前 - （直行） - 京都駅前

概要
急行103号系統は、梅小路公園・京都鉄道博物館・京都水族館と京都駅を結ぶ路線である。
2016年3月までは土曜・休日のみ運転していた。ただし開園から3月30日までとゴールデンウィーク中の平日にも運転された。
沿革
- 2012年3月14日：同日の京都水族館の開園に伴い、水族館シャトルを新設する。新設時の経路は、梅小路公園（現：梅小路公園・京都鉄道博物館前） - （直行） - 七条大宮・京都水族館前 - （直行） - 京都駅前。
- 2013年3月：学校の春・夏・冬期休暇期間のため平日でも運転する。
- 2016年3月19日：九条営業所に移管し、平日の定期運転を開始する。急行103号系統に系統番号を変更する。
- 2019年3月16日：梅小路公園隣接地に山陰本線（嵯峨野線）梅小路京都西駅が開業するのに伴い廃止[8]。

停留所及びダイヤ
昼間時間帯は15〜30分間隔で運転。朝の梅小路公園・京都鉄道博物館前行きと夕方の京都駅行きの一部は洛西営業所（近鉄バス委託）が代走していた。
その他の特徴
設定当初は梅津営業所（京阪バス委託）、その後2016年3月改正までは横大路営業所（阪急バス委託）が担当していた。
水族館シャトル時代は、2012年3月をもって定期運行から撤退した旧・定期観光バスを使用しており、この場合立ち席では乗車できなかった。車両が不足する場合は、一般のバス車両も運転していた。

### 東寺・梅小路Express
経路
- 東寺・梅小路Express：京都駅八条口（ → （烏丸通） → ／ ← （油小路通） ← ）東寺東門前 - 七条大宮・京都水族館前 - 梅小路公園・京都鉄道博物館前

概要
京都駅八条口と東寺・京都水族館・梅小路公園・京都鉄道博物館を結ぶ路線である。地元の商店経営者らが共同で設立した事業組合「京都まちづくり交通研究所」が、京都市交通局に運営を委託する方式で運転している。2016年3月13日までは東寺・水族館・西本願寺Expressの名称で西本願寺も経由しており、梅小路公園は往路のみ停車していた。20分に1本の運転であったが、極めて乗車率が悪く、現在のルートに再編された。土曜・休日ダイヤのみ運転している。
沿革
- 2014年3月22日：東寺・水族館・西本願寺Expressを新設する。新設時の経路は、京都駅八条口 → 東寺 → 水族館 → 梅小路公園 → 西本願寺 → 水族館 → 東寺 → 京都駅八条口である。
- 2016年
  - 3月13日：東寺・水族館・西本願寺Expressとしての運転を終了する。
  - 3月19日：東寺・水族館・西本願寺Expressを再編し、東寺・梅小路Expressを新設する。新設時の経路は、京都駅八条口（ → （烏丸通） → ／ ← （油小路通） ← ）東寺東門前 - 七条大宮・京都水族館前 - 梅小路公園・京都鉄道博物館前。
- 2020年3月15日：運行終了。

停留所およびダイヤ
- 土曜・休日のみ15分間隔で運転していた。

その他の特徴
東寺・梅小路Expressの各停留所には、専用の看板が掲出されていた。
また、東寺・水族館・西本願寺Expressの停留所は、市バス停留所とは異なる名称であったが（例：東寺・水族館・西本願寺Exp.→水族館、市バス→七条大宮・京都水族館前）、東寺・梅小路Expressは市バス停留所と同じ名称となっていた。

## 車両
1977年10月の営業所開設以降、シャーシはいすゞ自動車製および三菱自動車（現：三菱ふそうトラック・バス）製に統一されていたが、近年では一般競争入札の実施により、国産4メーカーの車両が新製配置されている。
九条営業所にはかつて市バスの整備工場があったこと（現在は竹田に移転）などから、車両の収容容量が大きく、昔から京都市営バスの営業所の中でも車両数が多い。
2022年現在、九条営業所には以下の低公害バスが所属している。
- 日野LJG-HU8JMGP（2014年製：ノンステップ、電気式ハイブリッドバス）：4台